# Jerzy Boniński
Jerzy Boniński (ur. 19 czerwca 1955 w Warszawie, zm. 5 grudnia 2016) – polski malarz, profesor Akademii Sztuk Pięknych w Warszawie.

## Życiorys
Studiował na Wydziale Malarstwa Akademii Sztuk Pięknych w Warszawie, gdzie w 1981 uzyskał dyplom w pracowni prof. Tadeusza Dominika. Od 1983 do 1989 był asystentem prof. Tadeusza Dominika, a w latach 1989–1996 asystentem prof. Zbigniewa Gostomskiego. Od 1996 jako adiunkt II-go stopnia prowadził samodzielną pracownię rysunku na Wydziale Malarstwa warszawskiej ASP dla studentów od II-go do V-go roku. W 2012 otrzymał nominację na stanowisko profesora nadzwyczajnego.
Uczestniczył w ruchu Nowej Ekspresji lat 80. Brał udział w ważniejszych wystawach zbiorowych artystów tej orientacji: „Ekspresja lat 80-ych” (Sopot 1986), „Świeżo malowane” w Galerii Zachęta (Warszawa 1998). Jego malowane na wielkich papierach prace zbliżały się do abstrakcji, ukrywając rozpoznawalne figuralne motywy wśród gwałtownie kładzionych plam (...) Większego formatu obrazy olejne mimo płaskiej kompozycji zawierają sugestie przestrzenne, a ich dekoracyjnie traktowane motywy parafrazują wątki malarstwa tematycznego.

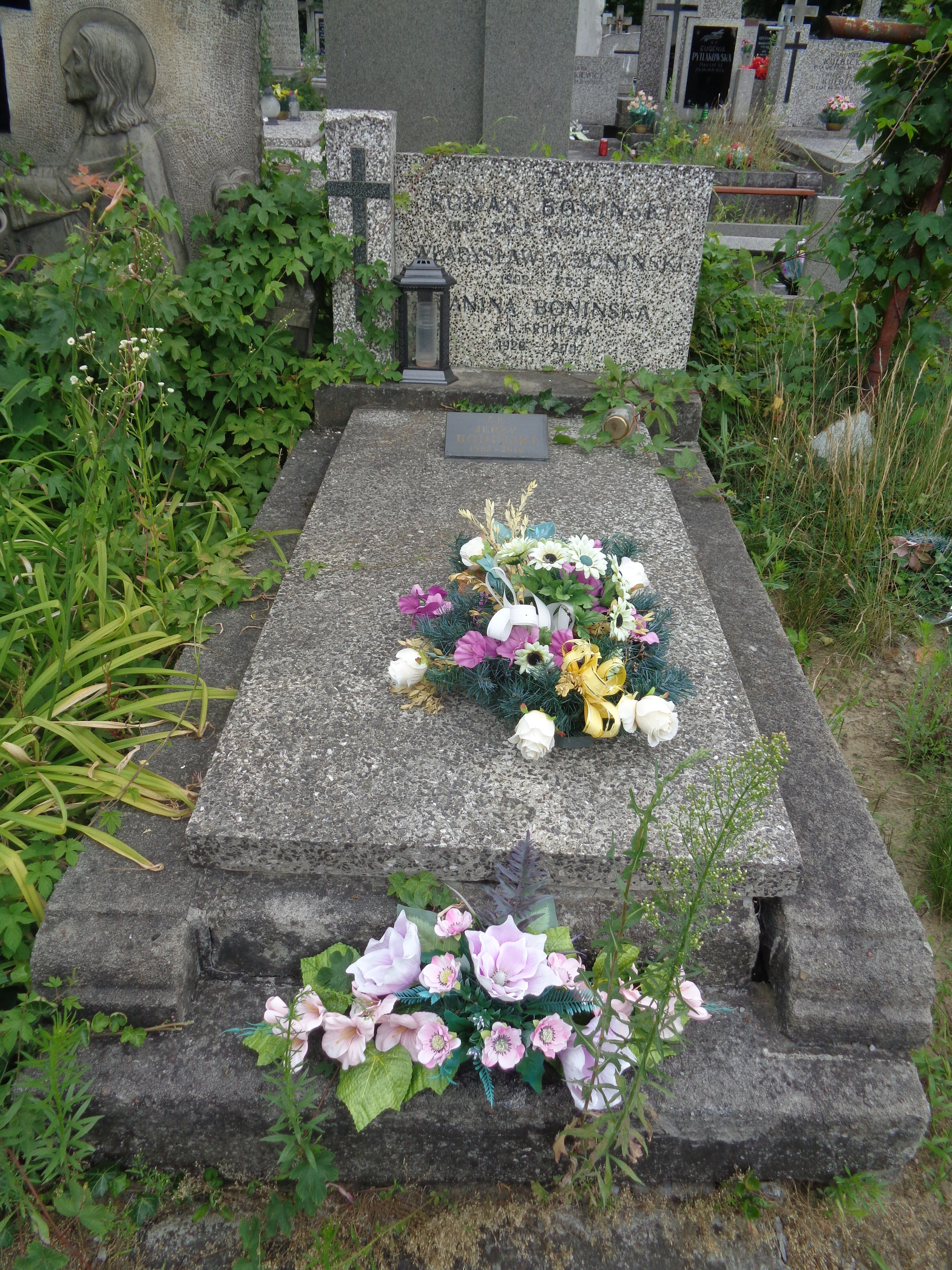
Grób profesora Jerzego Bonińskiego na Cmentarzu Bródnowskim.

W ostatnich latach malował syntetycznie traktowane, bogate kolorystycznie górskie pejzaże. Przeprowadzał z nimi serię różnych zabiegów, nie wierząc już pewnie w siłę oddziaływania pojedynczego widoku, albo też tracąc zaufanie do możliwości malarskiego przekazu emocji i wzruszeń, doznawanych czasem przy odbiorze krajobrazu. Pokrywał więc jeden pejzaż fragmentarycznie kilkoma różnobarwnymi laserunkami; umieszczał go jako centralnie położone tondo w perspektywie zagęszczających się, ciężkich chmur; nakładał wachlarzowato rozłożoną serię tego samego widoku, dodatkowo dynamizując całość obrazu przecięciami pojedynczych ujęć poziomymi pasami różnej barwy, czy też kontrastował zasadniczy pejzaż z innym, prawie abstrakcyjnym, na którego tle ten pierwszy został umieszczony.
Zajmował się także twórczością fotograficzną:
Kiedyś Jerzy Boniński prezentował wielkie cykle sfotografowanych martwych natur, niezwykle trafnie zestawionych obiektów. Fotografii tych w żadnym razie nie można skwitować stwierdzeniem, że artysta potrafi umiejętnie eksponować, a co za tym idzie i ustawiać różne przedmioty dla ich sfotografowania. Zawsze bowiem były to dzieła bardzo nośne treściowo, jak też wielce przekonujące pod względem warsztatu twórczego.
Jerzy Boniński tym razem wprowadza do swoich prac osoby. Są to postacie szczególnie mu bliskie. Także w wielu przypadkach stosuje ograniczenie, a raczej nawet podkreślenie znaczenia rzeczy, bo wszak lustro podwaja obiekt, tworząc tym samym odrębny stan rzeczy. Potęguje działanie, a zatem w odbiorze nie można pozostać obojętnym, chłodnym i zdystansowanym odbiorcą, a emocje, jakie artysta zawarł w swoich dziełach, muszą siłą rzeczy poruszać wyobraźnię każdego odbiorcy.
Pochowany na cmentarzu Bródnowskim (kwatera 60E-4-7).

## Wystawy indywidualne
- 2017 – Galeria XX1, Warszawa
- 2016 – Galeria Muzeum im. S. Staszica, Piła
- 2014 – Muzeum Śląska Opolskiego, Opole
- 2012 – Prudnicki Ośrodek Kultury, Prudnik
- 2012 – Dom wieczności, Muzeum Śląska Opolskiego, Opole
- 2010 – Fabryka Trzciny, Warszawski Festiwal Fotografii Artystycznej
- 2008 – Galeria Miejska BWA, Bydgoszcz
- 2005 – Green Gallery, I Warszawski Festiwal Fotografii Artystycznej
- 2003 – Galeria Ego, wystawa towarzysząca III Biennale Fotografii, Poznań
- 2002 – Galeria Olimpia, XII Festiwal Kultury Żydowskiej – fotografia, Kraków
- 2002 – Galeria XXI Fotografia, Warszawa
- 2000 – Galeria Stefan Szydłowski, Warszawa
- 1997 – Galeria AR, Warszawa
- 1996 – Galeria LK, Varrelbusch
- 1996 – Agencja Artystyczna ASP, Warszawa
- 1993 – Agencja Artystyczna ASP, Warszawa
- 1991 – Galeria Sztuki Współczesnej, Białystok
- 1990 – Galeria Młodych, Warszawa
- 1989 – Galeria Promocyjna, Warszawa
- 1988 – Galeria Test, Warszawa
- 1987 – Galeria Promocyjna, Warszawa
- 1987 – Galeria Młodych, Warszawa
- 1986 – Pracownia Dziekanka, Warszawa

## Wystawy zbiorowe
- 2015 – Muzeum Plakatu, Warszawski Festiwal Fotografii Artystycznej, Warszawa
- 2005 – Europejski Nowy Świat, Galeria Stefan Szydłowski, Warszawa
- 2004 – Powinność i Bunt, NGSZ Zachęta, Warszawa
- 2002 – Kolor Mistrz i Uczeń, Galeria Art New Media, Warszawa
- 1998 – Galeria Promocyjna, Warszawa
- 1994 – Centre Culturel Marius Staquet, Coincidences, Mouscron
- 1993 – Tadeusz Dominik i Uczniowie, Muzeum Archidiecezji, Warszawa
- 1989 – Młode Malarstwo Polskie, Pałac Palffy, Wiedeń
- 1988 – Świeżo Malowane, Galeria Zachęta, Warszawa
- 1987 – Interart 87, Galeria Promocyjna, Poznań
- 1987 – Salon Letni, Galeria Promocyjna, Warszawa
- 1987 – W Kręgu Warszawskiej ASP, Galeria EL, Elbląg; Muzeum Przemysłu „Norblin”, Warszawa
- 1987 – Kolekcja Studio, Moskwa
- 1986 – Pokaz Warszawski 86, Muzeum Śląskie, Katowice
- 1986 – Warszawska Sztuka Młodych, Budapeszt
- 1986 – Ekspresja lat 80-tych, BWA Sopot
- 1984 – Pokaz Warszawski 84, Centrum Sztuki Studio, Warszawa;
- 1982 – Congenvence Jeune Expression, 2em, Paryż.